# التوميات (آيت بن احسين)
التوميات هو دُوَّار يقع بجماعة تيمحضيت، إقليم إفران، جهة فاس مكناس في المملكة المغربية. ينتمي الدوّار لمشيخة آيت بن احسين التي تضم 4 دواوير. يقدر عدد سكانه بـ 578 نسمة حسب الإحصاء الرسمي للسكان والسكنى لسنة 2004.

## روابط خارجية
- البوابة الوطنية للجماعات الترابية
- المندوبية السامية للتخطيط